# منتخب لاوس لاتحاد الرغبي للسيدات
منتخب لاوس لاتحاد الرغبي للسيدات هو ممثل لاوس الرسمي في المنافسات الدولية في اتحاد الرغبي .